# Onthophagus tamijii
Onthophagus tamijii är en skalbaggsart som beskrevs av Kon, Sakai och Teruo Ochi 2000. Onthophagus tamijii ingår i släktet Onthophagus och familjen bladhorningar. Inga underarter finns listade i Catalogue of Life.